# Metroul din Bruxelles
Metroul din Bruxelles (franceză Métro de Bruxelles, neerlandeză Brusselse metro) este sistemul de metrou din Bruxelles. Rețeaua este compusă din 4 linii (1, 2, 5 și 6), având o lungime totală de 43,7 km, din care 37,5 km subterane. De asemenea, sistemul deține și o rețea subterană de premetrou deservită de tramvaiele liniilor 3, 4 și 7, dar prin care circulă parțial și tramvaiele altor șapte linii.

## Stații
În mod obișnuit stațiile metroului din Bruxelles sunt subterane și conțin două linii poziționate central și încadrate de două peroane de 3-5 metri lățime, dispuse la stânga și la dreapta liniilor. Anumite stații nu respectă însă această regulă; unele posedă un peron central unic, înconjurat de cele două linii (spre exemplu stația Clemenceau). În plus, stațiile liniilor de premetrou ale axei Nord-Sud din centrul orașului (de la Anneessens la Rogier) sunt construite conform soluției spaniole, cu trei peroane: unul central, dedicat în principiu îmbarcării, și două laterale pentru debarcare, însă aceste roluri nu sunt întotdeauna respectate de pasageri. Anumite stații, precum Beekkant, Gare du Nord sau Gare de l’Ouest, sunt mai complexe. Lungimea peroanelor este fixată în medie la 125 de metri, dar există și peroane de 170 de metri. Unele stații au peroane de lungime mai redusă, astfel că lungimea maximă a ramelor a fost limitată la 94 de metri, pentru seria M6 denumită Boa. Stațiile vechilor linii de premetrou se caracterizează prin tuneluri cu gabarit mai mare, necesar la montarea catenarei pentru alimentarea pantografului. Aceste instalații au fost suprimate odată cu transformarea premetroului în metrou greu.
Stațiile aeriene sau de suprafață au fost construite în general pentru secțiunile de capăt ale magistralelor 1, 5 și 6. Aceste stații sunt acoperite în întregime cu panouri de sticlă sau cu o pânză specială montată pe o structură de oțel inoxidabil (spre exemplu Érasme). Stația Delacroix, cea mai recent inaugurată, este și aeriană și subterană, posedând două intrări, și conține un peron central cu o lățime de 6 metri și suprafețe mari de panouri din sticlă.
Stații ale liniei 1
Gare de l’Ouest · Beekkant · Étangs Noirs · Comte de Flandre · Sainte-Catherine · De Brouckère · Gare Centrale · Parc · Arts-Loi · Maelbeek · Schuman · Merode · Montgomery · Joséphine-Charlotte · Gribaumont · Tomberg · Roodebeek · Vandervelde · Alma · Crainhem · Stockel
Stații ale liniei 2
Simonis · Osseghem · Beekkant · Gare de l’Ouest · Delacroix · Clemenceau · Gare du Midi · Porte de Hal · Hôtel des Monnaies · Louise · Porte de Namur · Trône · Arts-Loi · Madou · Botanique · Rogier · Yser · Ribaucourt · Elisabeth
Stații ale liniei 5
Érasme · Eddy Merckx · CERIA · La Roue · Bizet · Veeweyde · Saint-Guidon · Aumale · Jacques Brel · Gare de l’Ouest · Beekkant · Étangs Noirs · Comte de Flandre · Sainte-Catherine · De Brouckère · Gare Centrale · Parc · Arts-Loi · Maelbeek · Schuman · Merode · Thieffry · Pétillon · Hankar · Delta · Beaulieu · Demey · Herrmann-Debroux
Stații ale liniei 6
Roi Baudouin · Heysel · Houba-Brugmann · Stuyvenbergh · Bockstael · Pannenhuis · Belgica · Simonis · Osseghem · Beekkant · Gare de l’Ouest · Delacroix · Clemenceau · Gare du Midi · Porte de Hal · Hôtel des Monnaies · Louise · Porte de Namur · Trône · Arts-Loi · Madou · Botanique · Rogier · Yser · Ribaucourt · Elisabeth